# Таисуке Мурамацу
Таисуке Мурамацу (јап. 村松 大輔; 16. децембар 1989) јапански је фудбалер.

## Каријера
Током каријере играо је за Шонан Белмаре, Шимицу С-Пулс и многе друге клубове.

## Репрезентација
Са репрезентацијом Јапана наступао је на Олимпијским играма 2012.